# Stockbridge (Géorgie)
Pour les articles homonymes, voir Stockbridge.
Stockbridge est une ville du comté de Henry, dans l'État de Géorgie, aux États-Unis. Elle comptait 25 636 habitants en 2010.

## Culture
En 2019, ce lieu a servi de décor à la mini-série américaine The Outsider, adaptée du roman homonyme de Stephen King et créée par Richard Price pour la chaîne HBO,.

## Démographie
| 1890 | 1920 | 1930 | 1940 | 1950 | 1960  |
| ---- | ---- | ---- | ---- | ---- | ----- |
| 87   | 386  | 392  | 443  | 717  | 1 201 |

| 1970  | 1980  | 1990  | 2000  | 2010   | 2020   |
| ----- | ----- | ----- | ----- | ------ | ------ |
| 1 561 | 2 103 | 3 359 | 9 853 | 25 636 | 28 973 |